# ヘンリー・エドワーズ
ヘンリー・ウォガマン・エドワーズ（英: Henry Waggaman Edwards、1779年10月 - 1847年7月22日）は、アメリカ合衆国の政治家。1833年から1834年まで、また1835年から1838年までコネチカット州知事を務めた。
1779年にコネチカット州ニューヘイブンにおいて、ピアポント・エドワーズの息子として誕生した。民主党で精力的に政治活動を行い、1819年から1823年まで同州選出のアメリカ合衆国下院議員を務めた。その後1823年から1827年までアメリカ合衆国上院議員を、1828年から1829年まで同州上院議員を務めた。1830年には同州下院議長を務めた。そして1833年から1834年まで、また1835年から1838年までコネチカット州知事を務めた。
1847年、エドワーズは生まれ故郷のコネチカット州ニューヘイブンで死去し、グロウヴ・ストリート墓地に埋葬された。
| 議会                          | 議会                                                             | 議会                          |
| ----------------------------- | ---------------------------------------------------------------- | ----------------------------- |
| 先代 シルベスター・ギルバート | コネチカット州選出下院議員 1819年3月4日 - 1823年10月8日          | 次代 ノイズ・バーバー         |
| 先代 イライジャ・ボードマン   | コネチカット州選出上院議員（第1部） 1823年10月8日 - 1827年3月3日 | 次代 サミュエル・フット       |
| 公職                          |                                                                  |                               |
| 先代 ジョン・S・ピータース    | コネチカット州知事 1833年5月1日 - 1834年5月7日                   | 次代 サミュエル・A・フット    |
| 先代 サミュエル・フット       | コネチカット州知事 1835年5月6日 - 1838年5月2日                   | 次代 ウィリアム・エルズワース |